# Плешки връх
Плешки връх или Малка Джинджирица е връх в Пирин планина. Разположен е в северния дял на планината, на югоизток от връх Пирин и на северозапад от Даутов връх. Надморската му височина е 2546 метра.